# Acetylcystein

Strukturní vzorec acetylcysteinu

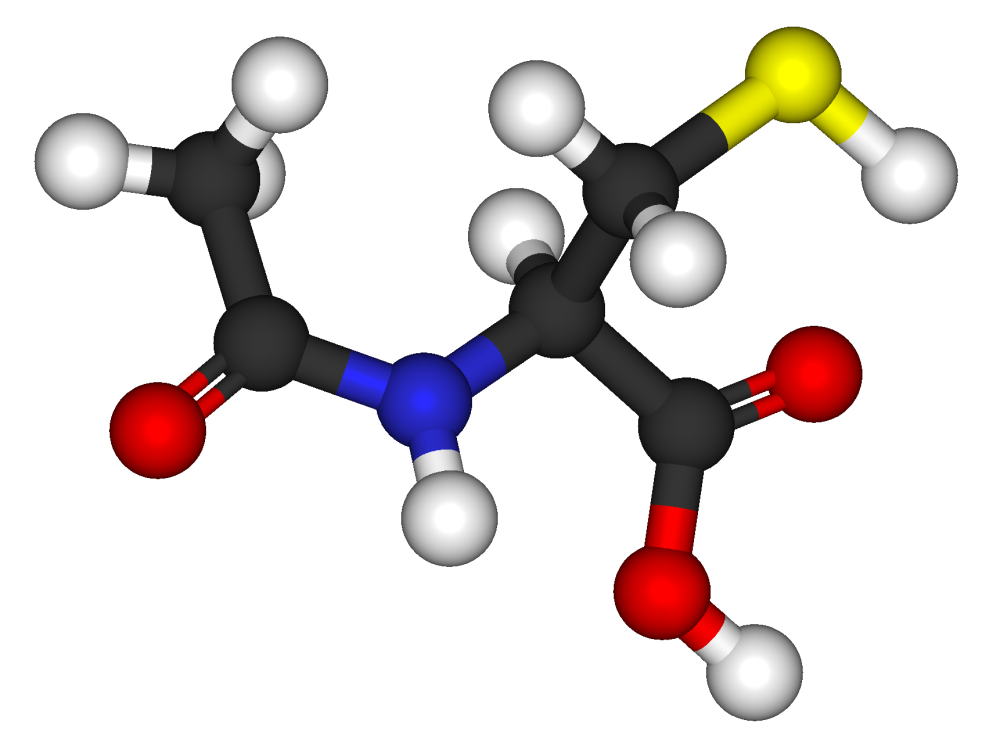
3D model acetylcysteinu

Acetylcystein (také N-acetylcystein) je léčivo s mukolytickým a antioxidačním účinkem. Používá se při léčbě vlhkého kašle a jako antidotum při předávkování paracetamolem.

## Vlastnosti
Molekula acetylcysteinu se skládá z aminokyseliny L-cysteinu, na jehož aminoskupinu je navázána acetylová skupina.

## Použití
Pro své mukolytické účinky se používá při léčbě vlhkého kašle. Jako antidotum jej lze použít při předávkování paracetamolem nebo při intoxikaci muchomůrkou zelenou.
Cesta podání je perorální, nitrožilní, nitrosvalová, nebo inhalační.

## Mechanismus účinku
Mukolytický účinek spočívá v uvolňování disulfidových můstků v bílkovinách obsažených v hlenu, což má za následek zvýšení jeho tekutosti. Molekula vykazuje přímý antioxidační efekt schopností vychytávat volné kyslíkové radikály. Má také nepřímý antioxidační efekt skrze schopnost poskytnout L-cystein pro syntézu glutathionu, který sám působí jako antioxidant.